# Château de La Valette de Pressigny-les-Pins
Le château de La Valette est un château français situé sur le territoire de la commune de Pressigny-les-Pins, dans le département du Loiret en région Centre-Val de Loire.

## Géographie
Le château est situé à l'angle des routes de Montargis (route départementale 817) et de Cortrat (RD 417), dans le bourg de la commune de Pressigny-les-Pins, le canton de Châtillon-Coligny, l'arrondissement de Montargis, le département du Loiret et la région Centre-Val de Loire.
L'édifice est situé à proximité du Vernisson, à environ 1,5 km à l'Est de l'ancienne route nationale 7 (RD 2007), à environ 8 km au Nord-Est la sortie 18.1 de l'autoroute A77, à 14 km au Sud de Montargis, à 72 km à l'Est d'Orléans et à 122 km au Sud de Paris.
La Valette est bâti à  une altitude d'environ 112 mètres dans la région naturelle du Gâtinais.

## Histoire
Le château de la Valette a été construit en 1864 par Marie Joseph le Bouëdec, dont le monogramme JB figure sur la grille en fer forgé située sur le côté nord-ouest des limites du parc.[réf. nécessaire]

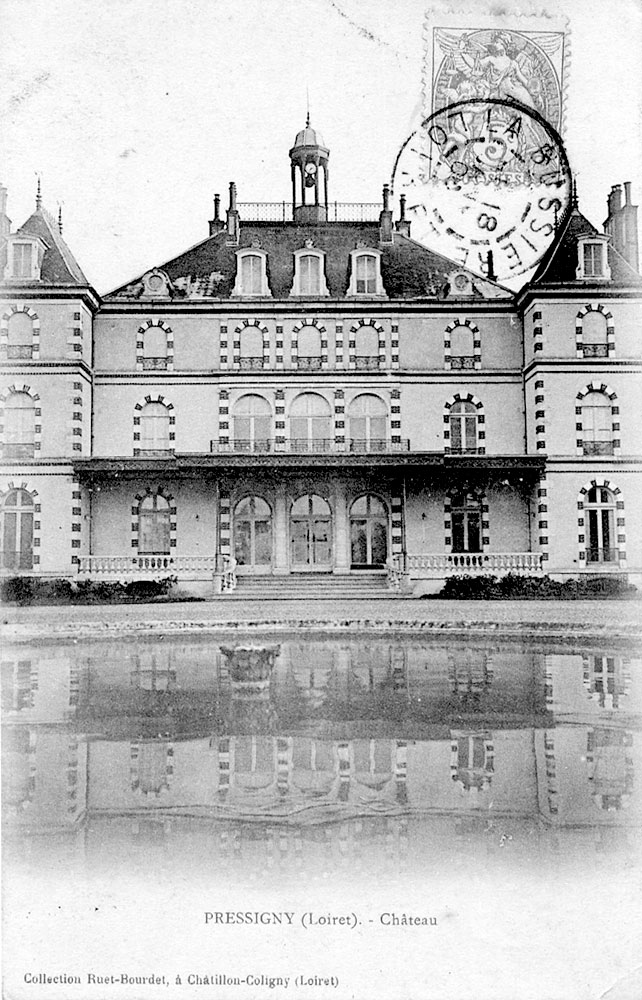
Le château de La Valette sur une carte postale ancienne.

Le château est occupé à partir du second semestre 1893 par le vicomte et la vicomtesse Albert Isle de Beaucheine.
Une chapelle est édifiée vers 1895 à l'orée du parc pour abriter la dépouille du vicomte, décédé en mars 1895 au château. Sa veuve continue d'occuper les lieux jusqu'à sa propre mort en avril 1924. Le château conserve le souvenir de la période « Beauchaine » au travers de la mosaïque qui tapisse le vestibule, sur laquelle figurent des fleurs de lys et des couronnes de vicomte. N'ayant pas d'enfant et n'étant pas en bons termes avec sa famille, la vicomtesse lègue son château à un ami, M. Grandjean, qui y vit jusque vers 1932.[réf. nécessaire]
Le clocheton du château est démonté après 1930. M. Grandjean a fait don de l'horloge du clocheton à la commune quelques années plus tôt, vers 1925.
Après quelques années d'abandon, après la guerre civile d'Espagne (1936-1939), le château est acheté par les républicains espagnols et sert, dès 1936, à accueillir des émigrés politiques espagnols. Il est ensuite repris par les franquistes.
La crypte de la chapelle semble avoir accueilli les cercueils du vicomte et de la vicomtesse d'après des témoignages locaux. Les dépouilles auraient disparu peu après l'arrivée des Espagnols.[réf. nécessaire]
Dans les années 1970, le château est transformé d'abord en collège espagnol jusqu'en 1986 puis en centre culturel espagnol, avant d'être peu à peu délaissé par l'ambassade d'Espagne. Il est finalement vendu à la commune de Pressigny-les-Pins en 2002.
Le 10 février 2012, la commune de Pressigny-les-Pins vend le domaine à la société par actions simplifiée du Domaine de La Valette, filiale du groupe ACI Outremer, cette dernière ayant pour projet d'y établir un village intergénérationnel : résidence pour seniors valides, EHPAD, unité Alzheimer, base de loisirs. Le château serait quant à lui dédié aux expositions et activités culturelles. Le projet aboutit au début de l'année 2015 par la construction d'un parc résidentiel de loisirs consistant, dans un premier temps, en 
l'aménagement du parc, d'une superficie de 38 ha, et l'installation de chalets. L'aménagement du domaine forestier et la restauration du château, de la chapelle et des écuries seront réalisés d'ici la fin de l'année 2016. Dans la perspective d'un festival d'art urbain, la façade du château est entièrement repeinte par l'artiste espagnol Okuda San Miguel.

## Description
Le château est de forme carrée et composé de deux étages. Les angles et les encadrements de fenêtres sont ornés de briques et de pierres.
Une chapelle de style néo-gothique est située dans le parc du château.
L'édifice est situé dans un parc arboré de 38 hectares.